# Hylaeus disjunctus
Hylaeus disjunctus är en biart som först beskrevs av Cockerell 1905.  Hylaeus disjunctus ingår i släktet citronbin, och familjen korttungebin. Inga underarter finns listade i Catalogue of Life.

## Bildgalleri

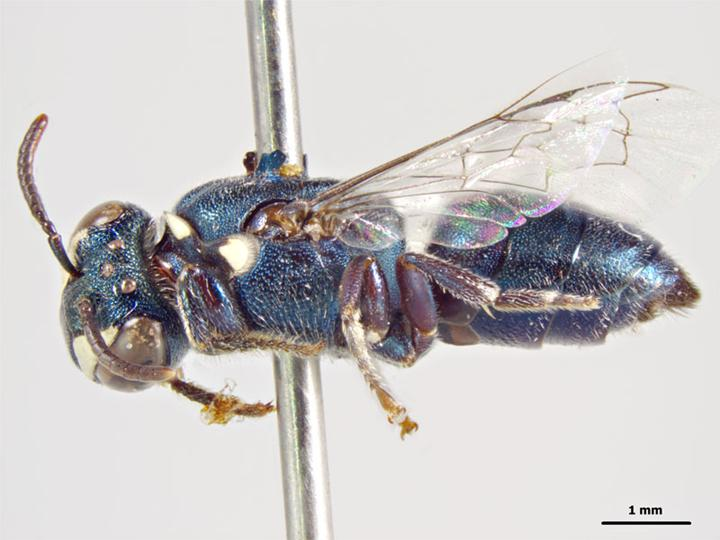
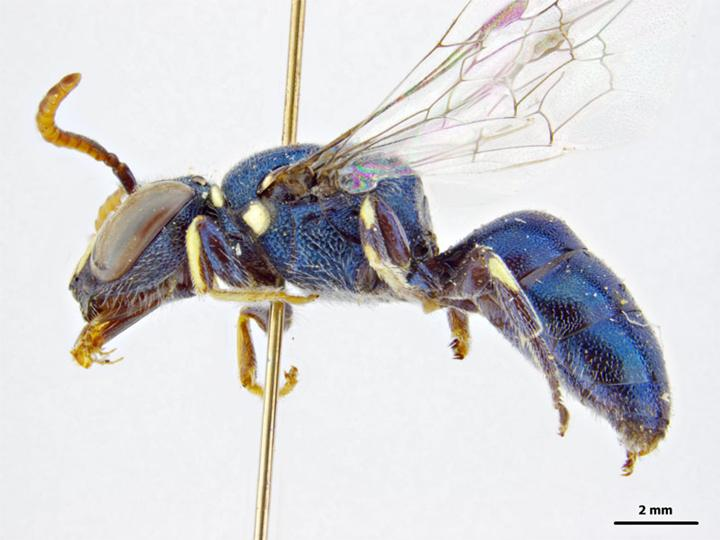